# Målargatan

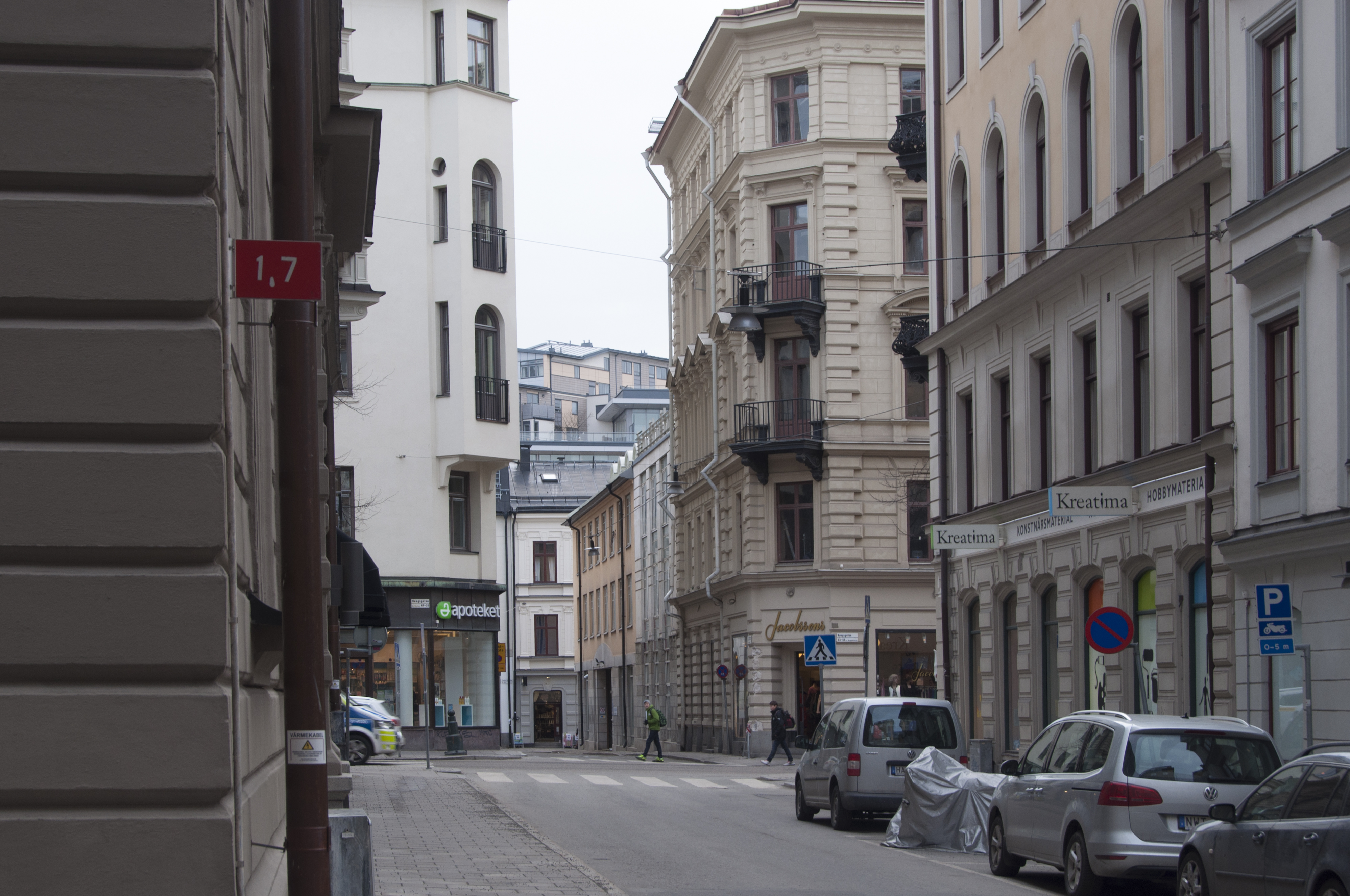
Målargatan söderut från Apelbergsgatan.

Målargatan är en gata på Norrmalm i Stockholm. Gatan fick sitt nuvarande namn 1857.

## Historik
Målargatan sträcker sig från Gamla Brogatan i söder via Kungsgatan till Apelbergsgatan i norr. Det äldsta kända namnet är Kocke grenden (1646) som kan härröra från en kock Lars Bengdtson. År 1674 kallas gatan Måhlaregrenden, troligen uppkallad efter målaren Jacob Olsson, som lär ha ägt en gård vid gränden. Nuvarande namnform ”Målargatan” började etablera sig efter 1800-talets mitt.

## Bellman och Målargatan
Enligt en del källor skulle skalden Carl Michael Bellman och kungamördaren Jacob Johan Anckarström ha bott på samma adress i kvarteret Bryggmästaren vid Målargatan / Gamla Kungsholmsbrogatan och varit grannar. Det tycks dock vara en seglivad skröna.  Familjen Bellmans sista adress var i ett hus nära Gamla Kungsholmsbron i korsningen med Gamla Kungsholmsbrogatan och den numera försvunna Lilla Munklägersgatan (nu Centralstationens banområde). Där avled han den 11 februari 1795. Anckarström bodde inte heller på Målargatan  utan i kvarteret Lammet mittemot Målargatan där han efter 1790 hyrde en kammare i gårdshuset av nuvarande Gamla Brogatan 21.

## Byggnader (urval)
Målargatan kantas av fyra kvarter: Skotten, Bryggmästaren, Bryggaren och Vallonen. Flera fastigheter har bebyggelse uppförda kring 1800-talets slut och 1900-talets början och ritade av för tiden kända arkitekter. En byggnad, hörnhuset Målargatan 7 / Apelbergsgatan 55, härrör från 1750-talet. 

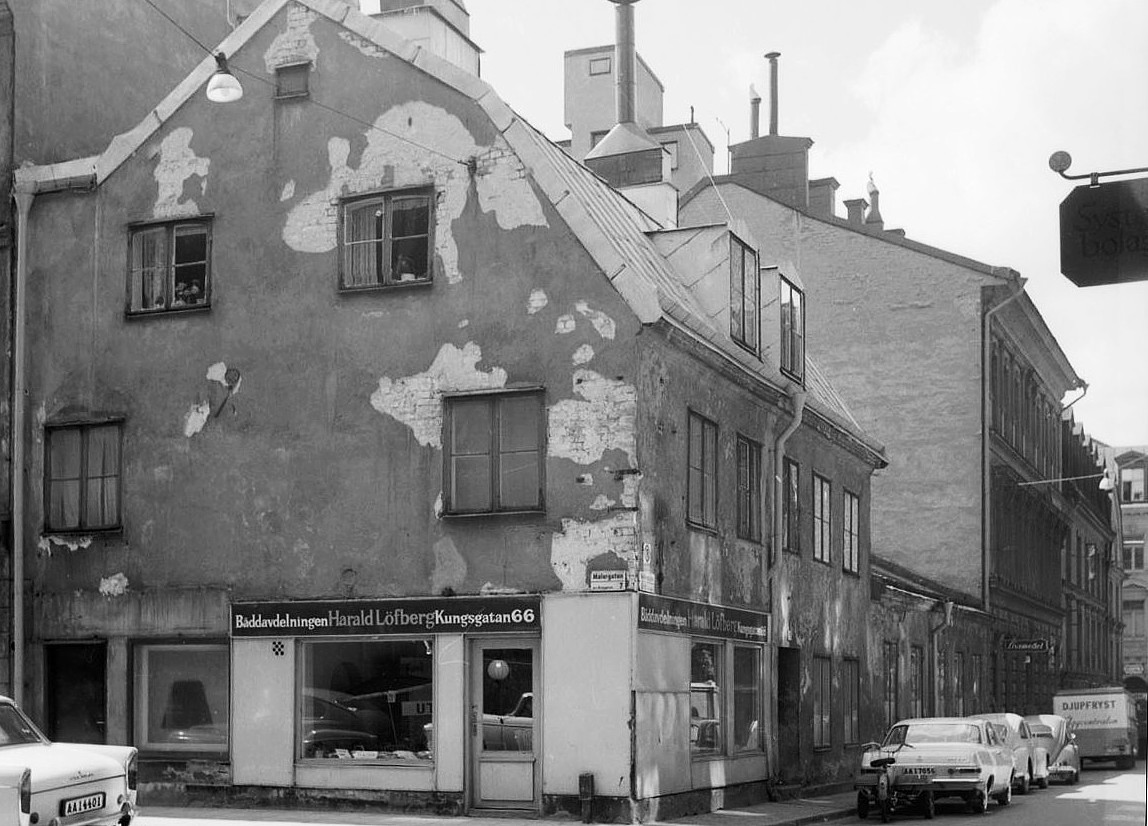
Målargatan 7 i förfall på 1960-talet.

På 1960-talet hotades bebyggelsen av rivning. Enligt översiktsplanen City 67 skulle här uppföras stora kontorshuskomplex och två parkeringshus (ett i Bryggaren och ett i Vallonen). Planerna fullföljdes dock inte och Målargatans hus fick stå kvar. Idag är samtliga byggnader grönmärkta enligt Stadsmuseets kulturhistoriska klassificeringssystem, vilket innebär att bebyggelsen bedöms vara ”särskilt värdefull från historisk, kulturhistorisk, miljömässig eller konstnärlig synpunkt”.
- Målargatan 1-3 (hörnet Kungsgatan): nybyggnadsår 1883, arkitekt Axel Kumlien, byggherre Axel Kumlien.[7]
- Målargatan 2 (hörnet Gamla Brogatan): nybyggnadsår 1909, arkitekt Ullrich & Hallquisth, byggherre Hæggströms boktryckeri och bokförlags AB.[8]
- Målargatan 4 (hörnet Kungsgatan): nybyggnadsår 1891, arkitekt Johan Laurentz, byggherre Peder Herzog.[9]
- Målargatan 5 (hörnet Kungsgatan): nybyggnadsår 1884, arkitekt Knut Gyllencreutz, byggherre och byggmästare Joel Nyberg.[10]
- Målargatan 6 (hörnet Apelbergsgatan och Kungsgatan): nybyggnadsår 1883, arkitekt Axel Kumlien och Hjalmar Kumlien, byggherre A.G. von Rosen.[11]
- Målargatan 7 (hörnet Målargatan och Kungsgatan): nybyggnadsåret 1884, arkitekt Knut Gyllencreutz, beställare och byggmästare Joel Nyberg.[10]
- Målargatan 7, hörnhuset (hörnhuset Apelbergsgatan): nybyggnadsår 1757, arkitekt murmästare Petter Roos, byggherre vaktmästare Petter Broberg.[12]

## Bilder

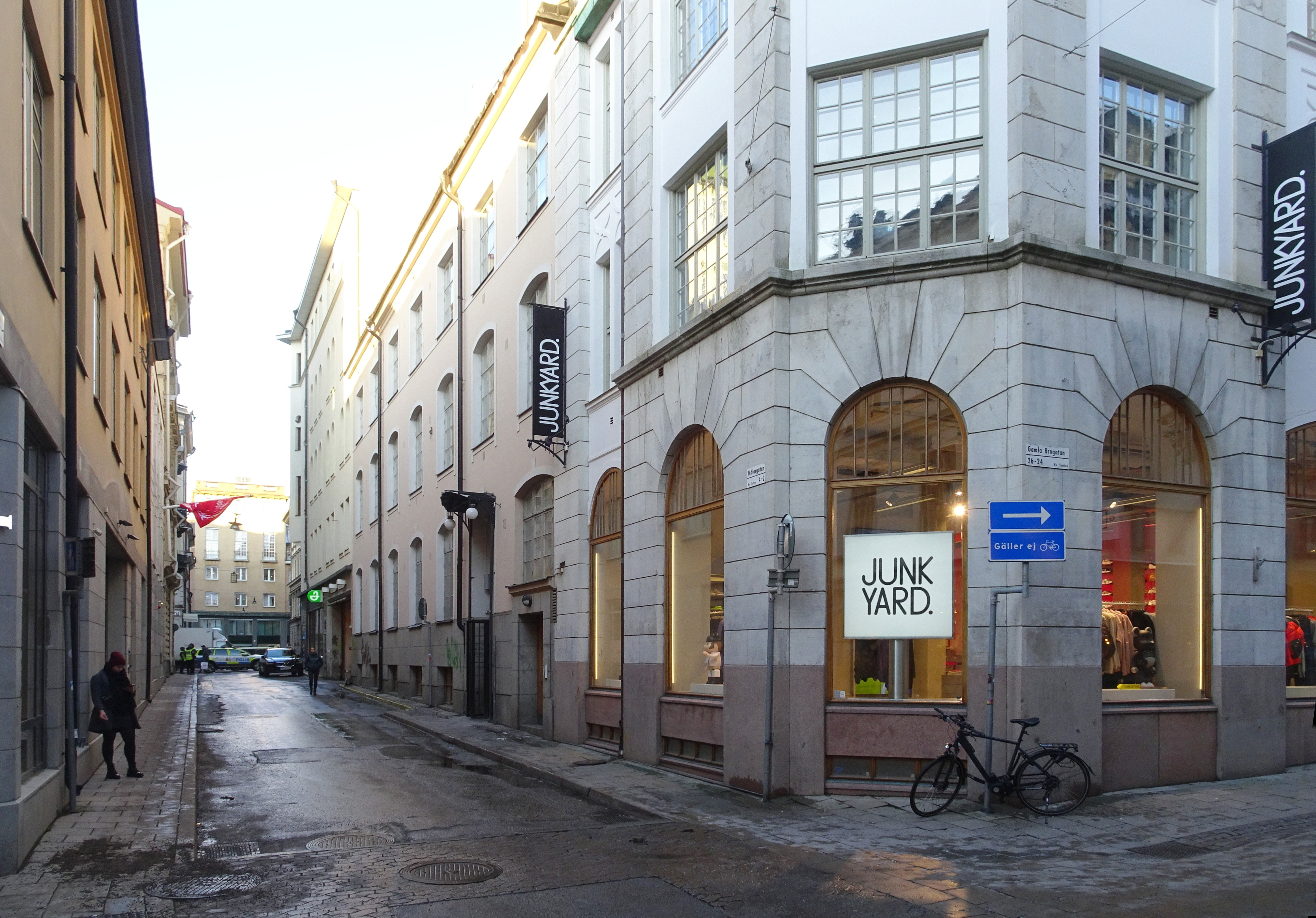
Målargatan norrut från Gamla Brogatan. Till höger Målargatan 2 uppförd 1909..
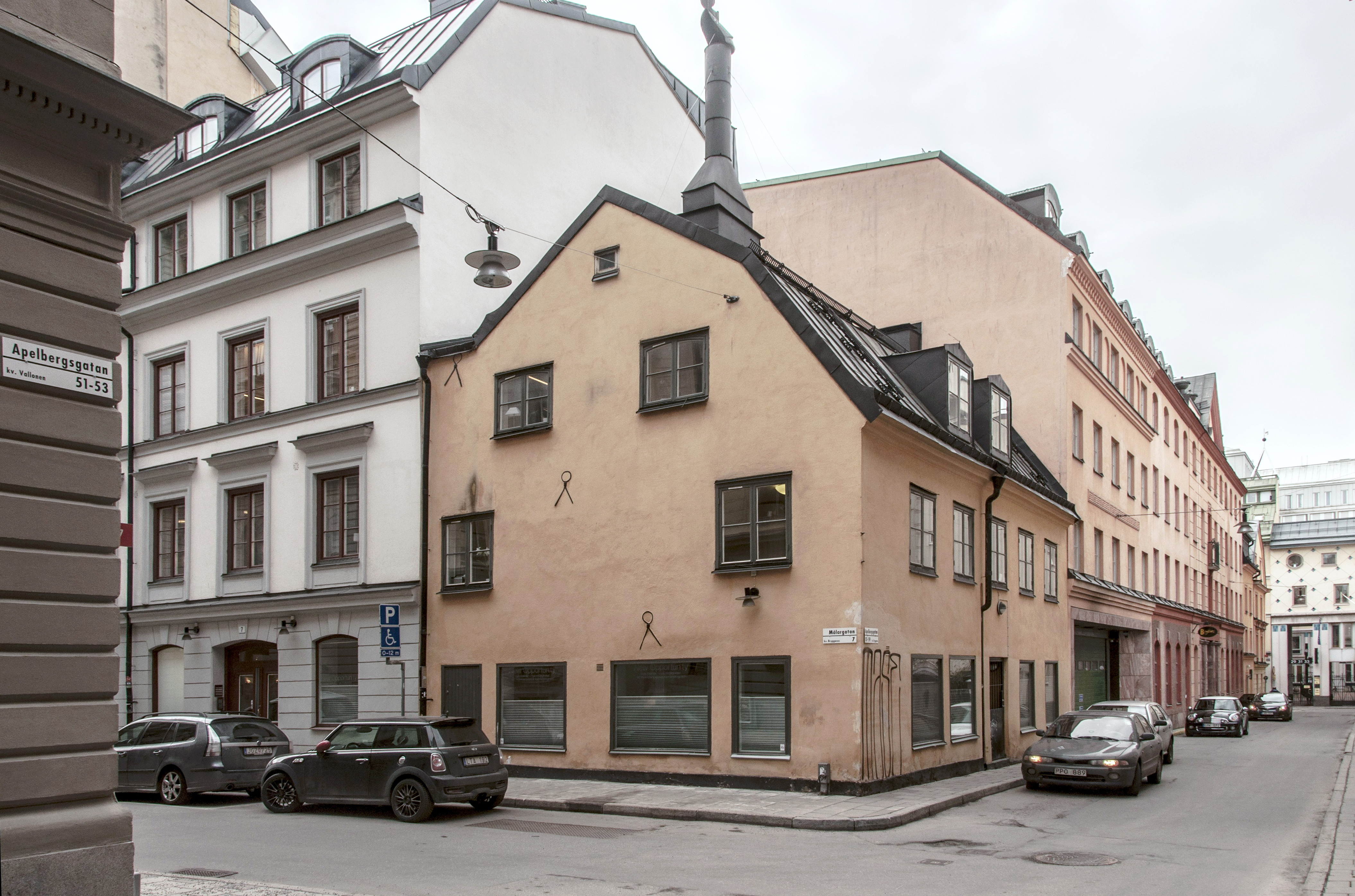
Gatans äldsta byggnad, Målargatan 7 / Apelbergsgatan 55, uppförd 1757.
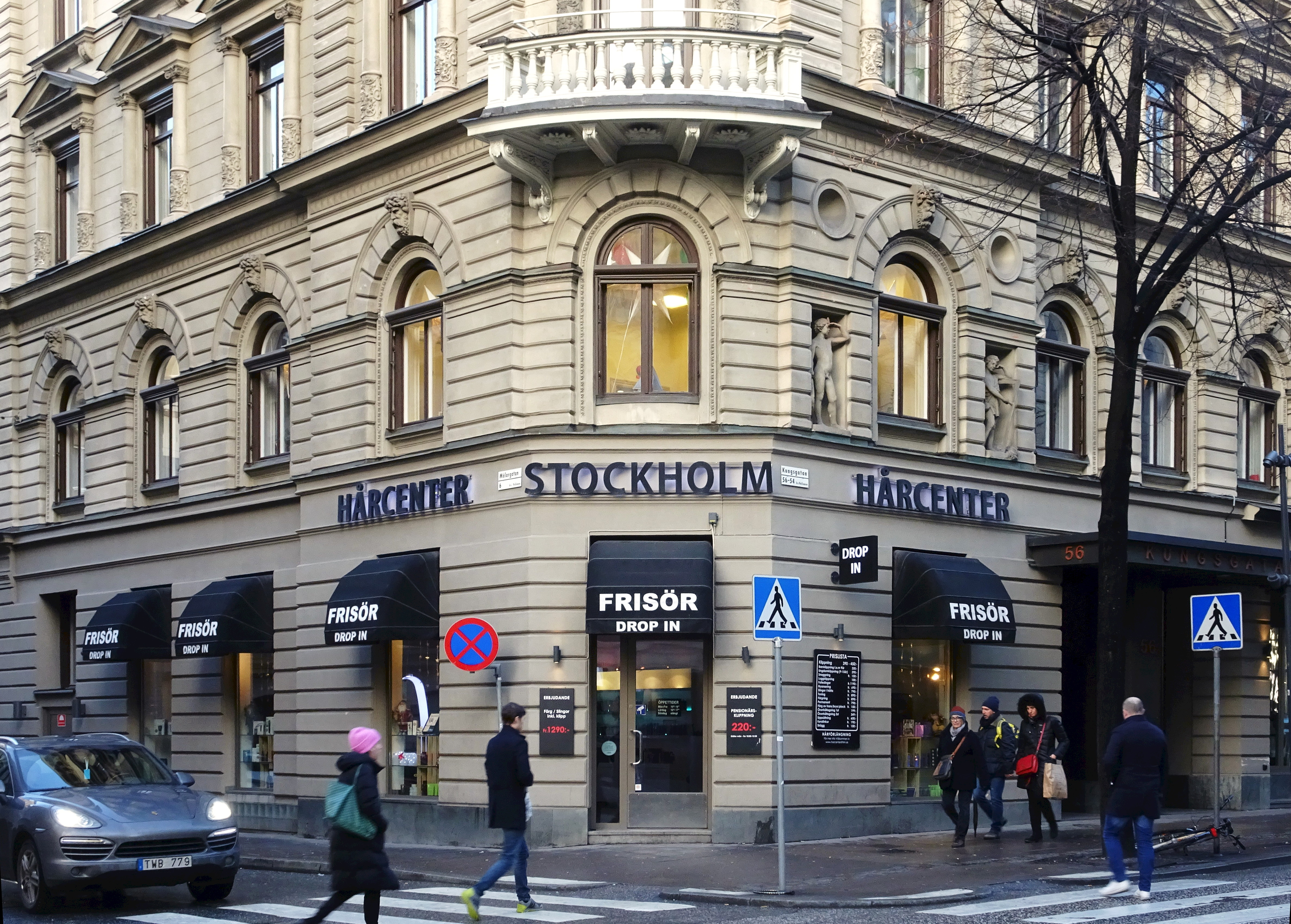
Hörnet Målargatan 6 / Kungsgatan 56, uppförd 1883.
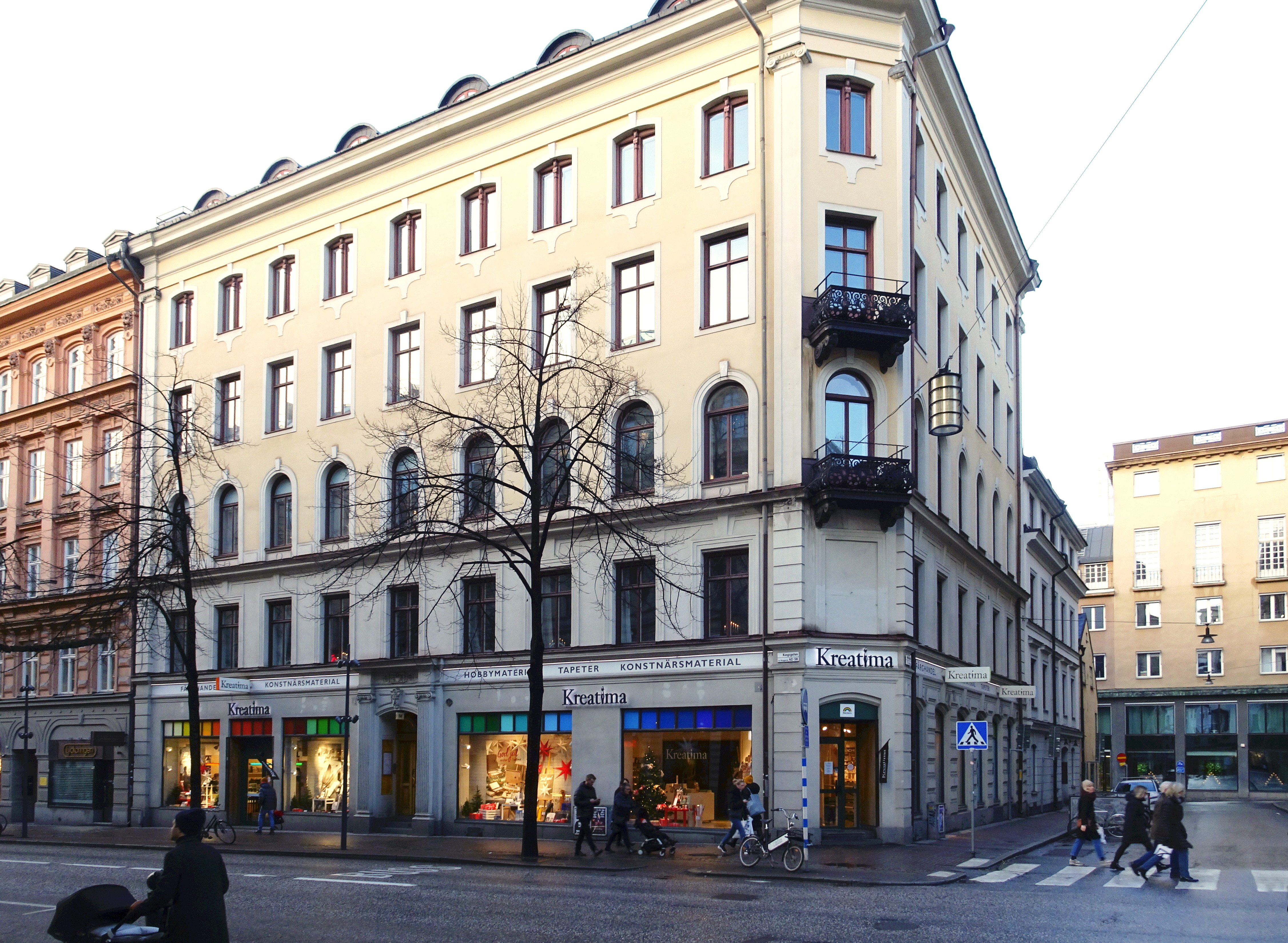
Hörnet Målargatan 5-7 / Kungsgatan 58, uppförd 1884.
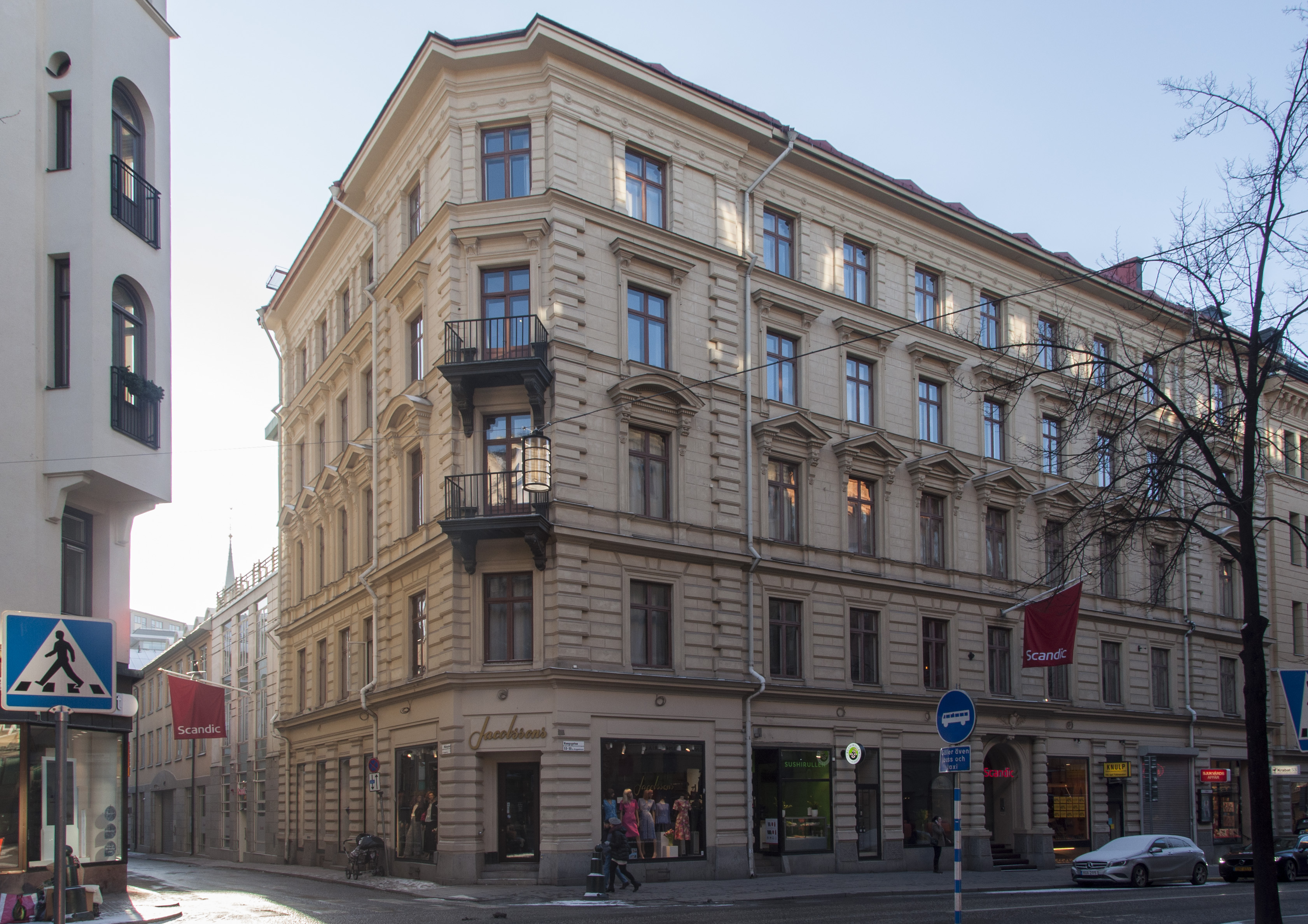
Hörnet Kungsgatan 53 / Målargatan 3, uppförd 1882.